# Helmut Schwitzgebel
Helmut Schwitzgebel (* 27. April 1925 in Hannover; † 4. Februar 1997 in Wiesbaden) war ein deutscher Bibliothekar und Landeshistoriker. Von 1971 bis 1988 leitete er die Hessische Landesbibliothek Wiesbaden.

## Leben und Wirken
Helmut Schwitzgebel studierte Germanistik, Anglistik, Lateinische Philologie und Philosophie; nach dem Staatsexamen für den höheren Schuldienst 1952 arbeitete er zunächst von 1952 bis 1953 als wissenschaftlicher Angestellter bei der Akademie der Wissenschaften und der Literatur in Mainz und anschließend an seiner Dissertation. Seine Promotion erfolgte 1957 an der Universität Mainz. Im gleichen Jahr trat er als Bibliotheksreferendar an der Universitätsbibliothek Mainz in die Ausbildung für den höheren Bibliotheksdienst ein und legte 1972 die Fachprüfung hierfür am Bibliothekar-Lehrinstitut des Landes Nordrhein-Westfalen ab. Von 1959 bis 1962 war er dann zunächst als wissenschaftlicher Bibliothekar an der Pfälzischen Landesbibliothek Speyer tätig, von 1962 bis 1965 leitete er die Wehrbereichsbibliothek V (Stuttgart) der Bundeswehr, 1965 wechselte er an die Universitätsbibliothek Regensburg und 1969 an die Universitätsbibliothek Düsseldorf. Von 1971 bis 1988 war er schließlich als Direktor der Hessischen Landesbibliothek Wiesbaden tätig.
Schwitzgebel war neben der Bibliotheksarbeit auch als Landeshistoriker tätig und gehörte in Wiesbaden der Historischen Kommission für Nassau an. Außerdem war er Vorsitzender der Gustav-Freytag-Gesellschaft und veröffentlichte Artikel über Gustav Freytag in den „Gustav-Freytag-Blättern“. In seinen Veröffentlichungen beschäftigte sich Schwitzgebel vor allem mit dem Literarischen und Musikalischen in Wiesbaden und Nassau.

## Veröffentlichungen (Auswahl)
- Kanzleisprache und Mundart in Ingelheim im ausgehenden Mittelalter. Schmidt, Kaiserslautern 1958 (Dissertation Universität Mainz).
- Untersuchungen zur Führung des Standortkataloges. Die gegenwärtige Praxis an den deutschen wissenschaftlichen Bibliotheken. Bibliothekar-Lehrinstitut des Landes Nordrhein-Westfalen, Köln 1959.
- Die erzählte Stadt. Wiesbaden im Spiegel der Romanliteratur des 19. und 20. Jahrhunderts. In: Nassauische Annalen, Bd. 85 (1974), S. 188–207.
- (mit Hildegard Ey): Wiesbadener Bibliotheken. Adressen, Bestände, Informationen zu ihrer Benutzung. Hessische Landesbibliothek, Wiesbaden 1976.
- Handschriften der heiligen Hildegard. In: Wiesbaden international. Zeitschrift der Landeshauptstadt Wiesbaden, Jg. 1979, H. 3, S. 26–30.
- Die Überlieferung der Werke der Hildegard von Bingen und die heute noch vorhandenen Handschriften. In: Blätter der Carl-Zuckmayer-Gesellschaft, Jg. 5 (1979), H. 2, S. 133–150.
- Literarisches Leben in Nassau. In: Volker Eichler (Hrsg.): Herzogtum Nassau 1806–1866. Politik, Wirtschaft, Kultur. Historische Kommission für Nassau, Wiesbaden 1981, S. 367–383.
- (Bearb.): Richard Wagner in Wiesbaden. Begleitheft und Katalog zur Ausstellung der Hessischen Landesbibliothek Wiesbaden, 14. Dez. 1983 – 15. Feb. 1984. Holz, Wiesbaden 1983.
- Die Tannhäuser-Aufführung von 1852 und die Anfänge der Wagner-Rezeption in Wiesbaden. In: Nassauische Annalen, Bd. 94 (1983), S. 341–350.
- (Bearb.): Wiesbadener Theater um die Jahrhundertwende. Begleitheft und Katalog zur Ausstellung der Hessischen Landesbibliothek Wiesbaden; 25. April – 30. Juli 1988. Hessische Landesbibliothek, Wiesbaden 1988.
- Literarisches Leben in Wiesbaden und Nassau. In: Aus dem Antiquariat, Jg. 1990, H. 3, S. A 125–A 134.
- Berühmte Musiker in Wiesbaden: Richard Wagner und Johannes Brahms. In: Nassauische Annalen, Bd. 104 (1993), S. 189–196.
- Freundlich begrüßen wir die edle Halle. 100 Jahre Wiesbadener Theater am Warmen Damm 1894–1994. Gesellschaft der Freunde des Stadttheaters, Wiesbaden 1994, ISBN 3-9804060-0-8.